# Stenoptinea
Stenoptinea is een geslacht van vlinders van de familie echte motten (Tineidae).

## Soorten
- S. auriferella (Dietz, 1905)
- S. cyaneimarmorella

Azuurblauwmot (Millière, 1854)
- S. ornatella (Dietz, 1905)